# El pendiente
El pendiente es una película de Argentina en blanco y negro dirigida por León Klimovsky según el guion de Ulyses Petit de Murat y Samuel Eichelbaum sobre el cuento The earring, de William Irish que se estrenó el 10 de agosto de 1951 y que tuvo como protagonistas a Mirtha Legrand, José Cibrián, Francisco de Paula y Héctor Calcaño. Mario Soffici colaboró en la supervisión de dirección encontrándose presente dos días de rodaje. Fue la primera película de Argentina en la que se adaptó una obra de William Irish.

## Sinopsis
Cuando una mujer va a ver a un exnovio que la chantajea, deja olvidado un pendiente y al volver para recuperarlo encuentra que lo han asesinado.

## Reparto
- Mirtha Legrand …Hilda
- José Cibrián …Roberto Vélez
- Francisco de Paula …Luciano Varela
- Héctor Calcaño …Inspector
- Raúl del Valle …Aureliano Quiroga
- Pina Castro …Ernestina
- María Esther Buschiazzo …Abuela de Raulito
- Carmen Giménez …Madre de Raulito
- Graciliano Batista …Juan
- Rafael Diserio …Lavador de autos
- Raúl Miller
- Carlos Campagnale …Raulito
- Enrique Boyer
- Ivonne Montero
- Enrique Núñez
- Carlitos Peckman …Chico en cumpleaños
- Jorge Lezama
- Eliseo Herrero …Lechero

## Comentarios
Para la revista Set:

”La fotografía, valioso elemento, pretende dar el suspenso que no puede lograr porque la fuerza del argumento original está ausente."

La crónica de Noticias Gráficas dijo:

”Buena realización técnica que el público sigue con interés."

Por su parte Manrupe y Portela escriben:

”...con buena técnica y algo de frialdad, pero aprovechando el tema para acentuar la moral de la fidelidad y las culpas por las relaciones fuera del matrimonio."